# Max von Schillings
Max von Schillings (født 19. april 1868 i Düren i Rheinland, død 24. juli 1933 i Berlin) var en tysk komponist, dirigent og teaterchef.

## Biografi
Schillings studerede i Bonn og München, blev leder af Stuttgart Hofopera indtil 1918 og fra 1919 (1918?) af Statsoperaen i Berlin; også på kunstrejser er han optrådt som koncertdirigent; han fik oprindelig et navn ved operaerne Ingwelde (1895) og Der Pfeifer-tag (fremført i Schwerin af Hermann Zumpe, 1899), arbejder, der, uagtet deres komponist er kendelig fanget af Wagnersk ånd og teknik, regnes blandt de mere fremragende af moderne tyske musikdramaer.
Schillings har desuden skrevet udmærket musik til Sofokles’ Kong Oidipos og Aischyloses Orestiade, endvidere en symfonisk fantasi Meergruss und Seemorgen, Ein Zwiegespråch for violin og cello med orkester, melodramaet Das Hexenlied og senere operaen Moloen og Mona Lisa, hvilken sidste (i
moderne "Kino"-retning) gjorde særlig lykke og opførtes rundt om i Tyskland; af Schillings’ andre værker kan fremhæves Erntelieder, Glockenlieder, Hochzeitslied (for kor, soli og orkester), violinkoncert samt forskellige sange. Fra marts 1933 til sin død i juli samme år var Schillings teaterchef for Deutsche Oper Berlin, og fra 1918 til 1925 havde han virket som teaterchef for Staatsoper Unter den Linden, som efterfølger til vennen Richard Strauss.
Max von Schillings var modstander af Weimarrepublikken og erklæret antisemit; fra 1932 til sin død i juli 1933 fungerede han som præsident for Akademie der Künste i Berlin, og under hans embedsperiode dér begyndte udelukkelsen af jødiske og utilpassede kunstnere (ty. "unangepasster Künstler": Käthe Kollwitz, Heinrich Mann, Ricarda Huch, Alfred Döblin, Thomas Mann, Max Liebermann, Alfons Paquet, Franz Werfel, Jakob Wassermann). Det ramte også to komponistlærere Arnold Schönberg og Franz Schreker.
Note
1. ↑  Mona Lisa kaldes et værk inden for stilretningen "verisme" – Oplysning fra den tyske verisme-artikel
2. ↑  Oplysninger fra den tyske Wikipedia-artikel (51452253).